# Pełnia (album Smolastego)
Pełnia – drugi pełnoprawny album studyjny polskiego wokalisty Smolastego. Wydawnictwo ukazało się 15 maja 2020 roku, nakładem wytwórni muzycznej Warner Music Poland.
Album zadebiutował na 2. miejscu polskiej listy sprzedaży – OLiS.
Krążek uzyskał status platynowej płyty za sprzedaż ponad 30 tysięcy kopii.

## Lista utworów
Opracowano na podstawie materiału źródłowego.
| Nr  | Tytuł utworu                             | Długość |
| --- | ---------------------------------------- | ------- |
| 1.  | „Pełnia” (feat. Ewa Farna)               | 2:51    |
| 2.  | „Kreski”                                 | 2:34    |
| 3.  | „Raj”                                    | 3:00    |
| 4.  | „Sam” (feat. Białas)                     | 2:49    |
| 5.  | „Tusz” (feat. Tymek)                     | 2:41    |
| 6.  | „Mama” (feat. Sarius)                    | 2:48    |
| 7.  | „Neony” (feat. NOSTALG1A)                | 2:51    |
| 8.  | „Haagen Dans” (feat. Mr. Polska)         | 2:37    |
| 9.  | „Ikar”                                   | 3:00    |
| 10. | „Perła na dnie” (feat. Robert Gawliński) | 2:54    |
| 11. | „Nieważne” (feat. Marcelina Szlachcic)   | 2:56    |
| 12. | „Film”                                   | 2:13    |
|     |                                          | 33:14   |

## Smolasty o swojej płycie
"Pełnia" to podróż ku odnalezieniu samego siebie. Mój nowy album to zbiór pisanych po zmroku utworów, oddających chęć życia pełnią i czerpania z niego tego co najlepsze.